# La mujer sin lágrimas
La mujer sin lágrimas és una pel·lícula dramàtica mexicana de 1951 dirigida per Alfredo B. Crevenna i protagonitzada per Libertad Lamarque, Marga López i Ernesto Alonso.

## Argument
Carlos (Ernesto Alonso) espera a la porta de l'església a la seva núvia Consuelo (Libertad Lamarque); mentrestant, a la seva casa, la dona anuncia que no hi haurà noces. Marxa amb la seva germana Beatriz (Marga López) cap a un poble del qual retorna amb una nena, que Consuelo afirma és la seva filla. Ja adolescent, la nena, Rita (Alma Delia Fuentes), viu sota l'estricta autoritat de Consuelo, a més de sentir el repudi social per ser una bastarda. La jove se sent més a gust al costat de la dolça Beatriz, que la consent molt, per la qual cosa es rebel·la davant Consuelo. Quan Carlos torna a la vida de les dones, secrets són revelats, incloent-hi l'origen de Rita, que no és tan senzill com sembla.

## Repartiment
- Libertad Lamarque com a Consuelo.
- Marga López com a Beatriz.
- Ernesto Alonso com a Carlos.
- Francisco Jambrina com a Alejandro.
- Maruja Grifell com a Claudia.
- Eduardo Alcaraz com a Señor cura.
- Miguel Ángel López com a Javier.
- Alma Delia Fuentes com a Rita.
- Daniel Arroyo com a Coronel (no acreditat).
- Carmen Cabrera com a Profesora (no acreditat).
- Lupe Carriles com a Doña Pachita (no acreditada).
- Ethel Carrillo com a Jerónima (no acreditada).
- Enedina Díaz de León com a Sirvienta de Beatriz (no acreditada).
- Conchita Gentil Arcos com a Sarita (no acreditada).
- Georgina González com a Invitada a boda (no acreditada).
- Ana María Hernández com a Invitada al recital (no acreditada).
- Elodia Hernández com a Antonia, serventa (no acreditada).
- Cecilia Leger com a Pueblerina (no acreditada).
- Inés Murillo com a malalta (no acreditada).
- Diana Ochoa com a Belinda (no acreditada).